# Júlio César da Silva

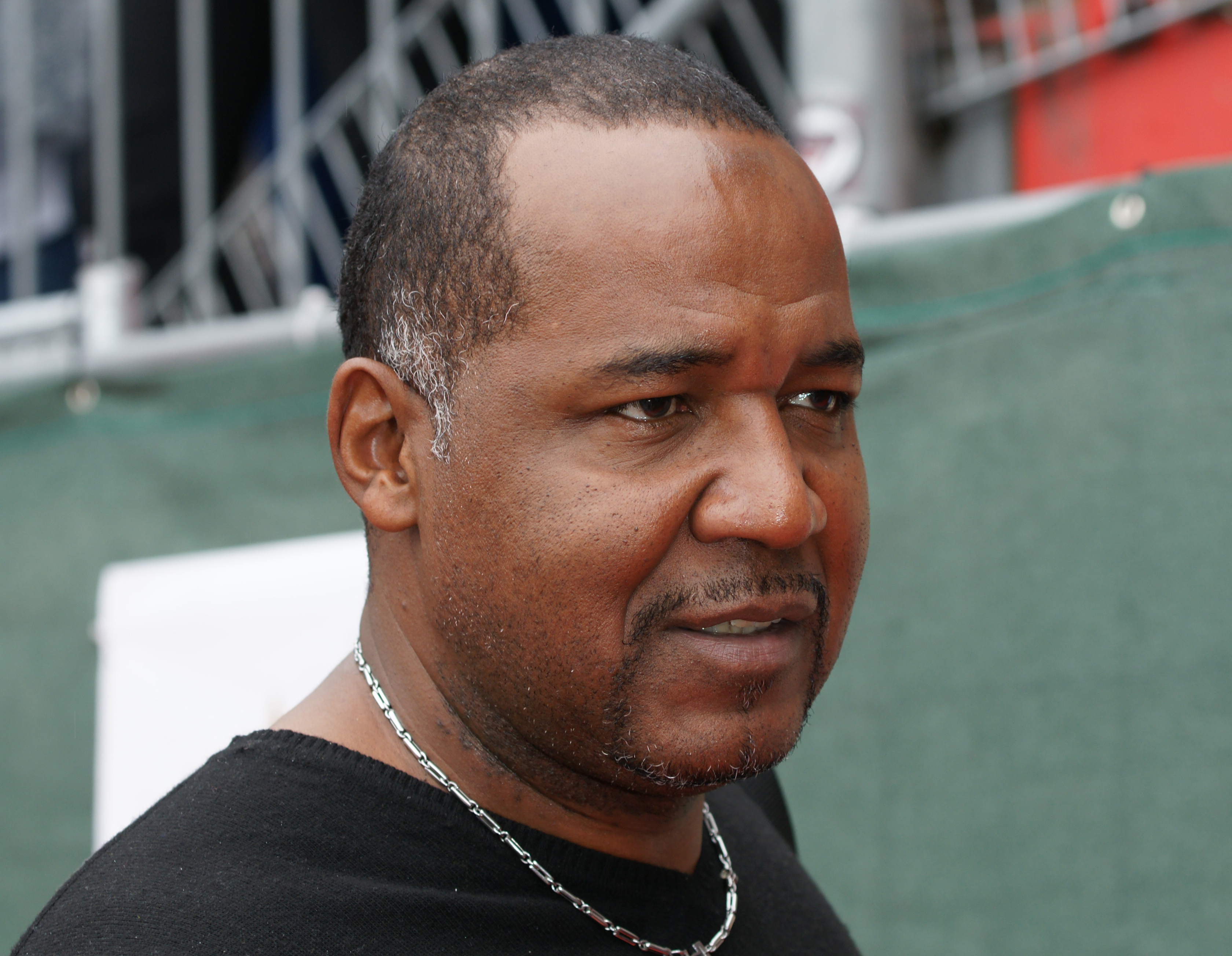
Júlio César da Silva

Júlio César da Silva, v době své hráčské kariéry známý zejména jako Júlio César (* 8. březen 1963, Bauru) je bývalý brazilský fotbalista. Hrával na pozici obránce.
S brazilskou reprezentací hrál na mistrovství světa roku 1986. Za výkony na tomto šampionátu byl federací FIFA zařazen do all-stars týmu. Za brazilský národní tým odehrál 13 zápasů.
S Borussií Dortmund vyhrál v sezóně 1996/97 Ligu mistrů a následně i Interkontinentální pohár. S Juventusem Turín získal v ročníku 1992/93 Pohár UEFA. S Dortmundem se stal dvakrát mistrem Německa (1994/95, 1995/96), s Montpellier HSC získal jeden francouzský pohár (1989/90).